# 아이 다쓰야
아이 다쓰야(일본어: 阿井 達也, 1968년 4월 17일 ~ )는 일본의 전 축구 선수이다.

## 구단 경력
1991년 일본 사커 리그의 닛산 자동차(요코하마 마리노스)에 입단했다. 1994년부터 1996년까지 재팬 풋볼 리그의 오츠카 제약와 덴소에서 뛰었다. 1997년 방포레 고후로 이적했다. 1999년 J2리그로 승격했다. 2000년까지 129경기에 출전하여, 13득점을 넣었다. 2000년후 현역 은퇴.